# Грейзер, Артур Карл
А́ртур Ка́рл Гре́йзер (нем. Arthur Karl Greiser; 22 января 1897, Шрода, Германская империя — 21 июля 1946, Познань, Польша) — президент сената вольного города Данцига (1934 — 1939), гауляйтер и рейхсштатгальтер Вартеланда (1939 года — 1945). Обергруппенфюрер СС, член штаба рейхсфюрера СС.
9 июля 1946 года Верховный народный трибунал Польши приговорил Грейзера к смертной казни. 21 июля он был повешен.

## Происхождение, учёба, служба в армии, предпринимательская деятельность
Артур Карл Грейзер родился 22 января 1897 года в городе Шрода в прусской провинции Познань. Младший из четырёх детей в семье судебного исполнителя. С 1903 года посещал народную школу, два года учился в средней школе, затем до августа 1914 года — в Королевской гуманитарной гимназии в Хохензальце (Hohensalza). В детстве и юности выучил польский язык и владел им свободно.
С началом Первой мировой войны 4 августа 1914 года поступил добровольцем на флот. В августе 1917 года произведен в лейтенанты и назначен командиром звена самолётов. С октября 1917 года — начальник станции военно-морской авиации «Фландрия II» при истребительной авиационной эскадрилье «Рихтхофен» в бельгийском Остенде. В октябре 1918 года был сбит и до весны 1919 года находился на лечении в госпитале. За боевые отличия награждён Железным крестом 1-го и 2-го класса.
С потерей Германией Познани перебрался в Данциг. В 1919 году был уволен со службы, женился на Рут Триплер. Член Добровольческого корпуса, участвовал в деятельности корпуса в Прибалтике. В мае 1921 года окончательно демобилизовался и до 1928 годах работал в экспортной фирме, затем был самостоятельным торговым представителем «Штеттинер Ольверке» в Данциге. В преддверии Мирового экономического кризиса в 1928 году обанкротился и до 1930 года был капитаном моторной лодки, возившей пассажиров в Гданьской бухте.
В 1921 году, вероятно, следуя примеру старшего брата Отто, вступил в масоны, в 1925 году основал свою ложу, где состоял до 1929 года. По всей видимости, Грейзер был самым высокопоставленным членом НСДАП с масонским прошлым.

## Политическая деятельность в Данциге
В 1922 — 1923 годах был членом Немецкой социальной партии (партбилет № 520). В 1924 году основал местную организацию «Стального шлема» в Данциге. 1 декабря 1929 года вступил в НСДАП (билет № 166 635) и СА. 30 июня 1931 года перешел из СА в СС (№ 10 795). С ноября 1930 года — руководитель фракции НСДАП в Сенате свободного города Данцига. С октября 1930 по 19 июня 1933 года — управляющий делами гау Данциг.
После того, как 28 мая 1933 НСДАП получила абсолютное большинство на выборах в парламент Данцига, 20 июня 1933 года стал вице-президентом Данцигского сената. С октября 1933 по октябрь 1939 года — заместитель гауляйтера Данцига Альберта Форстера.
28 ноября 1934 года сменил Германа Раушнинга на посту президента Сената Свободного города Данцига и одновременно стал главой правительства Данцига. На этом посту вел активную пронацистскую пропаганду, прежде всего за присоединение Данцига к Германии.

## Гауляйтер и имперский наместник в Познани
После нападения 1 сентября 1939 года Германии на Польшу 8 сентября 1939 года Грейзер был назначен начальником гражданского управления при командующем войсками в Позене («Chef der Zivilverwaltung im Militärbezirk Posen»). После разгрома Польши из части её территории, включенной в состав Рейха, было образовано рейхсгау Позен с центром в Познани. Основная его территория до Версальского мирного договора 1919 года входила в состав Германской империи и была частью Пруссии, однако А. Гитлер включил Вартеланд не в Пруссию, а непосредственно в Рейх.
21 октября 1939 года Грейзер был назначен гауляйтером, а 26 октября 1939 года — рейхсштатгальтером Позена, которое 29 января 1940 года было переименовано в рейхсгау Вартеланд. 7 июля 1940 года Грейзер стал депутатом рейхстага от Вартеланда.  16 ноября 1942 года назначен имперским комиссаром обороны рейхсгау Вартеланд. В заключительной фазе войны 25 сентября 1944 года Грейзер был назначен руководителем «Германского Фольксштурма» («Deutschen Volkssturms») в гау Вартеланд.
С 1939 по 1945 год под руководством Грейзера с территории Вартеланда было изгнано около 630 тысяч поляков, на смену которым пришло 537 тысяч фольксдойче.

## Бегство в конце войны
Когда Советская армия 12 января 1945 года начала общее наступление, Грейзер практически ничего не сделал для эвакуации гражданского населения, а вместо этого в ночь на 21 января 1945 года бежал во Франкфурт-на-Одере. Его бегство Йозеф Геббельс и Мартин Борман расценили как «трусость» и подумывали в качестве наказания назначить его простым командиром батальона «Фольксштурма». Однако, вместо этого Грейзер был послан на лечение в Карлсбад, откуда в марте 1945 года он бежал в Баварские Альпы.

## Арест, суд и казнь
В Баварских Альпах Грейзер скрывался до 16 мая 1945 года, пока не был арестован американскими войсками. После этого содержался в американском военном госпитале в Карлсруэ. 30 марта 1946 года выдан польским властям. Процесс над Грейзером проходил с 22 июня по 7 июля 1946 года. Защищал Грейзера польский адвокат Станислав Геймовский, который изначально отказывался защищать Грейзера, утверждая, что по вине немцев в войну погибли два брата Станислава, а его самого насильно перевезли в Варшаву.
Грейзер на суде был признан виновным в преступлениях против польского населения, массовых убийствах, массовых депортациях из Польши на принудительные работы в Германию, грабежах польского населения. 9 июля 1946 года приговорен польским Верховным народным трибуналом в Познани к смертной казни. Повешен публично 21 июля 1946 года в Познани на территории Форта Виняры (сегодня — Парк Цитадель).

## Личная жизнь
Грейзер был женат дважды. С первой женой Рут он развёлся в 1934 году и уже в 1935 вступил в брак с пианисткой Марией Кёрфер; свидетелем на их свадьбе был Генрих Гиммлер. От первого брака у Грейзера было трое детей, двое из которых погибли раньше отца.
Старшая сестра Грейзера Кете была замужем за Альфредом Кохманом, врачом еврейского происхождения. С помощью Артура в 1933 году им удалось эмигрировать в Китай, а затем в Нью-Йорк.

## Награды
- Железный крест II и I класса
- Почётный крест ветерана войны
- Золотой партийный знак НСДАП
- Данцигский крест 1-го класса
- Медаль «За выслугу лет в НСДАП» в серебре
- Знак отличия СС (SS-Dienstauszeichnungen)
- Почётная шпага Рейхсфюрера СС
- Кольцо «Мёртвая голова»